# میرکو باربگلی
میرکو باربگلی (انگلیسی: Mirko Barbagli؛ زادهٔ ۲۹ دسامبر ۱۹۸۲) بازیکن فوتبال اهل ایتالیا است.
از باشگاه‌هایی که در آن بازی کرده‌است می‌توان به باشگاه فوتبال پروجا، باشگاه فوتبال ارورا پرو پاتریا ۱۹۱۹، باشگاه فوتبال آلساندریا، و باشگاه فوتبال اتلتیکو آرتزو اشاره کرد.